# خودروی محور عقب
خودروی محور عقب یا دیفرانسیل عقب (RWD) شکلی از طرح موتور و گیربکس مورد استفاده در وسایل نقلیه موتوری است که در آن، موتور فقط چرخ‌های عقب را به حرکت درمی‌آورد. تا اواخر قرن بیستم، دیفرانسیل عقب متداول‌ترین پیکربندی برای خودروها بود. بیشتر خودروهای دیفرانسیل عقب دارای موتوری هستند که به‌صورت طولی در جلوی خودرو نصب شده‌است.

## چیدمان
متداول‌ترین طرح برای خودروهای دیفرانسیل عقب این است که موتور و گیربکس در جلوی خودرو به‌صورت طولی نصب شده‌اند.
طرح‌بندی دیگر خودروهای دیفرانسیل عقب شامل موتور جلو وسط، موتور عقب وسط و موتور عقب است.
برخی از سازندگان مانند آلفا رومئو، لانچیا، پورشه (۹۴۴، ۹۲۴، ۹۲۸) و شورولت (C5، C6، و C7 کوروت)، به منظور ارائهٔ توزیع وزن متعادل‌تر، موتور را در جلوی خودرو و گیربکس را در عقب خودرو قرار می‌دهند.

## تاریخچه

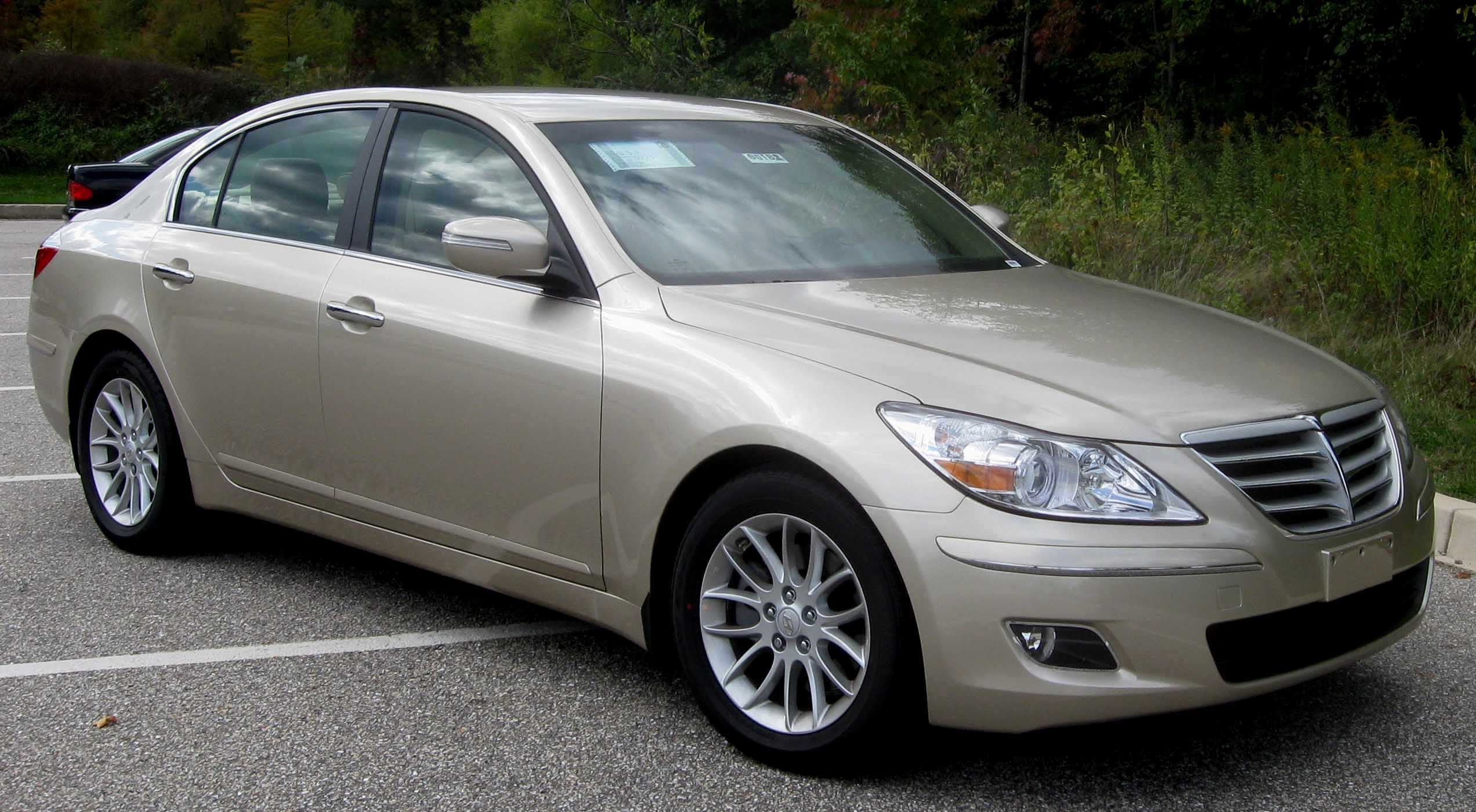
هیوندای جنسیس، یک نمونهٔ مدرن از یک سدان دیفرانسیل عقب

### دههٔ ۱۸۹۰ تا ۱۹۶۰
بسیاری از خودروهای ساخته شده در قرن نوزدهم دیفرانسیل عقب بودند و اغلب موتور در عقب خودرو نصب می‌شد. نخستین خودروی دیفرانسیل عقب که موتور آن در جلو نصب شده بود، مدل پانهارد سال ۱۸۹۵ بود، بنابراین این طرح در سال‌های اولیه با نام «سیستم پانهارد» شناخته می‌شد. این طرح دارای مزیت به حداقل رساندن پیچیدگی مکانیکی است، زیرا به گیربکس اجازه می‌دهد تا در راستای محور خروجی موتور قرار گیرد و وزن را در زیر خودرو پخش کند.
در دورانی که بنزین ارزان و خودروها سنگین بودند، مزایای مکانیکی طرح پیشرانهٔ موتور جلو و دیفرانسیل عقب (FR) هر گونه ضرر از نظر وزن را جبران می‌کرد و تا دههٔ ۱۹۷۰ تقریباً در بین طراحی‌های جهانی خودرو باقی ماند.

### دههٔ ۱۹۷۰ تا کنون
پس از تحریم نفتی اعراب در سال ۱۹۷۳ و بحران سوخت در سال ۱۹۷۹، بیشتر طرح‌های آمریکایی FR (استیشن واگن‌ها و سدان‌های لوکس) به‌منظور جایگزینی با طرح موتور جلو-محور جلو (FF) کنار گذاشته شدند و در طول دهه‌های ۱۹۸۰ و ۱۹۹۰، بیشتر شرکت‌های آمریکایی حذف نهایی دیفرانسیل عقب از خط تولید اصلی و لوکس خود را به‌عنوان اولویت خود تعیین کردند.
در استرالیا، خودروهای FR در طول این دوره محبوبیت خود را حفظ کردند، به‌طوری که هولدن کومودور و فورد فالکون تا پایان دههٔ ۲۰۱۰ فروش بالایی داشتند. در اروپا، دیفرانسیل جلو توسط خودروهای کوچکی مانند مینی، رنو ۵ و فولکس‌واگن گلف رایج شد و برای همهٔ خودروهای رایج مورد استفاده قرار گرفت. برندهای لوکس مانند مرسدس-بنز، ب‌ام‌و و جگوار عمدتاً مستقل از این روند باقی ماندند و خط تولیدی را که عمدتاً یا کاملاً از خودروهای FR تشکیل شده بود، حفظ کردند. خودروهای برندهای اصلی ژاپنی مانند تویوتا تا اواخر دههٔ ۱۹۷۰ و اوایل دههٔ ۱۹۸۰ تقریباً به‌طور انحصاری FR بودند. نخستین خودروی FF تویوتا ترسل بود و کورولا و سلیکا بعداً به FF تبدیل شدند در حالی‌که کمری از ابتدا به‌صورت FF طراحی شد. سوپرا، کریسیدا، کراون و سنچوری به‌صورت FR باقی ماندند. بخش لوکس لکسوس دارای یک خط تولید عمدتاً FR است. بی‌آرزد سوبارو یک خودروی FR است. این واقعیت که برای انتقال نیرو به چرخ‌های عقب به یک میل محرکه نیاز است به معنای وجود یک تونل مرکزی بزرگ بین صندلی‌های عقب است؛ بنابراین، خودروهایی مانند مزدا آرایکس-۸ و پورشه پانامرا از صندلی عقب وسط صرف نظر می‌کنند و صندلی عقب را توسط یک تونل مرکزی تقسیم می‌کنند.
در قرن بیست و یکم، بیشتر خودروها از نوع FF هستند، از جمله تمام خودروهای اقتصادی موتور جلو، اگرچه خودروهای FR به‌عنوان جایگزینی برای وسایل نقلیهٔ بزرگ اسپرت بازمی‌گردند. در آمریکای شمالی، جنرال موتورز با کادیلاک سی‌تی‌اس مدل ۲۰۰۳ به تولید خودروهای لوکس مبتنی بر FR بازگشت. تا سال ۲۰۱۲، همهٔ کادیلاک‌ها به‌جز اس‌آرایکس و اکس‌تی‌اس خودروهای مبتنی بر FR هستند. کمپانی شورلت کاماروی مبتنی بر FR را در سال ۲۰۰۹ و کاپریس PPV را در سال ۲۰۱۱ دوباره معرفی کرد. پونتیاک نیز خودروهای جی۸ مبتنی بر FR و پونتیاک سالستیس را ارائه داد. یک خودروی شورلت به‌عنوان جایگزینی برای جی۸ به نام شورلت اس‌اس در سال ۲۰۱۳ عرضه شد و از طرح FR استفاده می‌کند. کرایسلر و داج دوباره ۳۰۰ و چارجر را روی پلتفرم FR معرفی کردند. آن‌ها همچنین طرح FR را در گرند چروکی و دورانگو حفظ کرده‌اند. هیوندای و کیا همچنین با خودروهای جدید مبتنی بر FR در ایالات متحده، جنسیس کوپه و سدان، ایکوئس و مدل جدید کیا کوریس کار کرده‌اند. از سوی دیگر، به نظر می‌رسد فورد در حال دور شدن از خودروهای مبتنی بر FR است.